# Luchthaven Lappeenranta
Luchthaven Lappeenranta is een internationale luchthaven die zich circa 3 km ten zuidwesten van de Finse plaats Lappeenranta bevindt. Luchthaven Lappeenranta werd geopend in 1918 en is daarmee de oudste van alle huidige Finse luchthavens.